# Комбр су ле Кот
Комбр су ле Кот (фр. Combres-sous-les-Côtes) насеље је и општина у североисточној Француској у региону Лорена, у департману Меза која припада префектури Верден.
По подацима из 2011. године у општини је живело 117 становника, а густина насељености је износила 23,12 становника/km². Општина се простире на површини од 5,06 km². Налази се на средњој надморској висини од 255 метара (максималној 373 m, а минималној 226 m).

## Демографија
| 1962. | 1968. | 1975. | 1982. | 1990. | 1999. | 2011. |
| ----- | ----- | ----- | ----- | ----- | ----- | ----- |
| 100   | 110   | 95    | 103   | 114   | 119   | 117   |

График промене броја становника у току последњих година